# Ягуар (команда «Формулы-1»)
Jaguar Racing автоспортивное подразделение компании Jaguar Cars.
Изначально являлась командой Формулы-1, участвовавшей в чемпионатах мира с 2000 по 2004 год. Была сформирована путём покупки компанией Ford команды Джеки Стюарта Stewart Grand Prix в июне 1999 года. Американцы переименовали команду в Jaguar Racing, сделав это в рамках глобальной маркетинговой операции по продвижению автомобильного бренда Jaguar. Однако, за годы принадлежности Форду команда не смогла достичь высокого уровня в чемпионате мира и была продана компании Red Bull GmbH. С 2005 года её место в  Формуле-1 заняла команда Red Bull Racing.
В 2016 году подразделение получило второе дыхание, став участником электросерии Формула-E, начиная с сезона 2016/2017 годов.

## История

### Участие в гонках спортпрототипов
В период с 1984 по 1993 год команда Jaguar Racing активно участвовала в гонках спортпрототипов. В том числе в американской серии IMSA GT Championship и чемпионате мира. Был создан целый ряд успешных спортпрототипов с названием Jaguar XJR, на которых были выиграны как чемпионат мира по гонкам на спорткарах, так и  знаменитые 24-часовые гонки в Ле-Мане и Дейтоне.

### Состав с Ирвайном

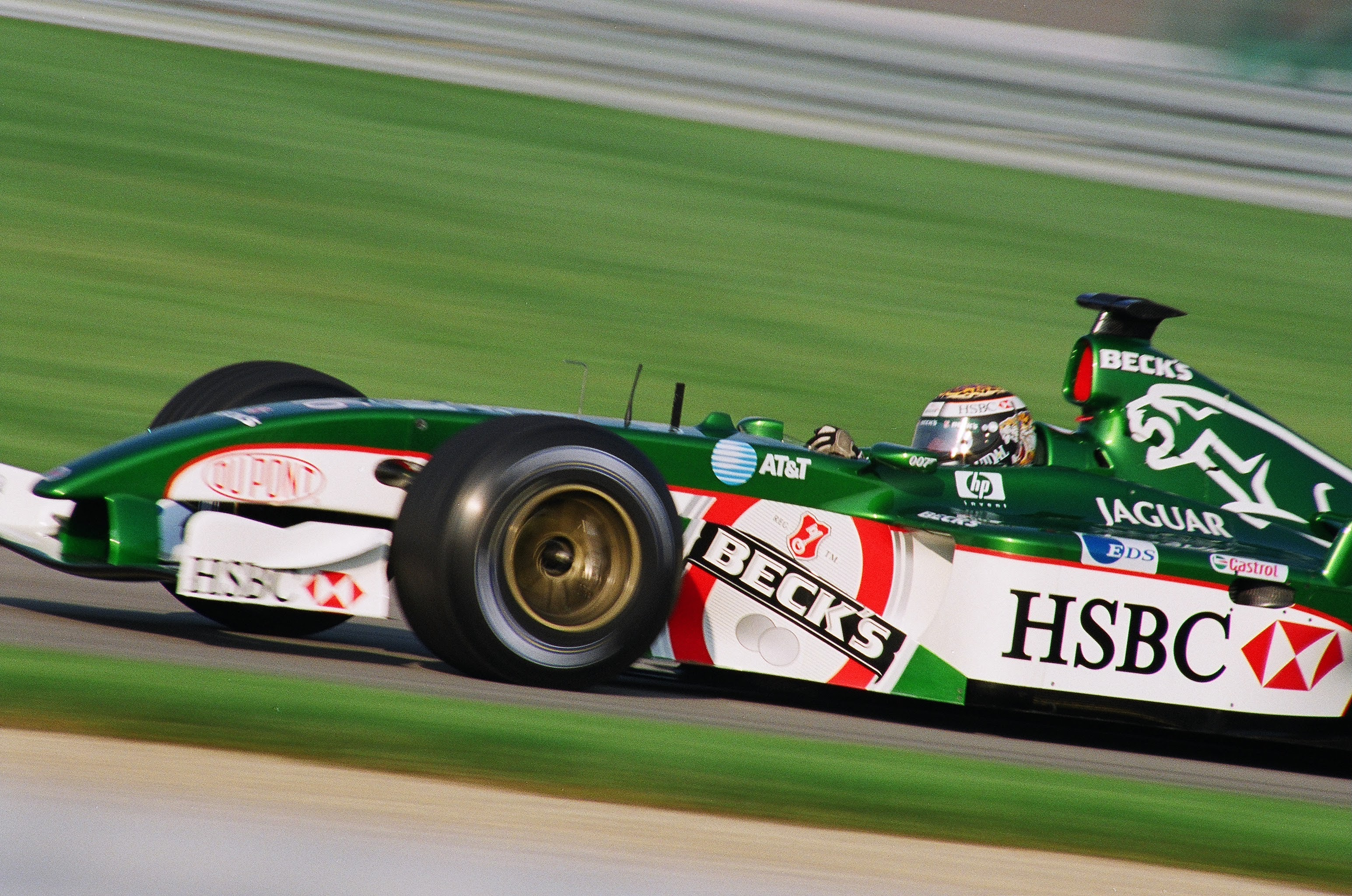
Машина Jaguar 2002 года под управлением Эдди Ирвайна.

Командой в 2000 году управлял Вольфганг Райцле, ставший впоследствии председателем правления подразделения Ford — Premier Automotive Group. Команда наняла вице-чемпиона мира 1999 года Эдди Ирвайна в партнёры к бывшему пилоту команды Stewart Джонни Херберту, сделав таким образом чисто британскую команду.
С первых же гонок сезона стало очевидно, что скорость и надёжность машины оставляет желать лучшего, и она значительно уступает машине Стюарт 1999 года. Результаты сезона-2000 были полным провалом: Ирвайн смог набрать всего 4 очка, Херберт не набрал ни одного и завершил карьеру. Райцле ушёл и был заменён чемпионом американских гонок и успешным владельцем команды Боби Рэйхалом на 2001 год.
2001 год начался с серии сходов на нестабильной машине, но во второй половине сезона «Ягуар» добился улучшения результатов. Эдди Ирвайн впервые в истории команды поднялся на подиум на Гран-при Монако. В середине сезона в руководство команды пришёл трёхкратный чемпион мира Формулы-1 Ники Лауда. Но затем неудачная попытка «Ягуара» переманить из Макларена технического директора Эдриана Ньюи уронила командный дух. Ирвайн был готов покинуть команду, не отвечающую его амбициям, его контракт собиралась выкупить команда «Джордан». Рэйхал дал было на это предварительное согласие, вызвав недовольство боссов Ford. Конфликт между Лаудой и Рэйхалом привёл к отставке последнего.
2002 год под управлением Лауды начался крайне неудачно, в квалификации машины «Ягуара» опережали лишь соперников из «Минарди», а в большинстве гонок машины отказывали из-за технических проблем. Только в конце сезона «Ягуару» удалось добиться небольшого подъёма результатов, и Эдди Ирвайн во второй раз в истории команды привёл машину на подиум. Год также был омрачён конфликтом с командой «Эрроуз». Ники Лауда, в поисках дополнительных источников финансирования, договорился с «Эрроузом» о поставках им двигателей «Косворт» — таких же, как стояли на «Ягуаре», и производимых дочерней компанией концерна «Форд». Но посреди сезона у «Эрроуза» кончились деньги, и по решению суда они не могли использовать собственные машины, так как двигатели не были оплачены и фактически принадлежали «Форду». Команда «Эрроуз», таким образом, не могла больше выступать в гонках и обанкротилась, не принеся этим особых дивидендов «Ягуару».
Совет директоров Форда усомнился в целесообразности предприятия, соотнеся затраты и выгоду от управления командой Формулы-1, особенно учитывая, что она не продвигает марку компании-учредителя. Финансирование на 2003 год было урезано, контракт с дорогостоящим Ирвайном не был продлён, после чего Эдди решил завершить свою карьеру. Лауда и 70 других сотрудников были сокращены, и команде был дан срок 2 года на то, чтобы показать возможные результаты.

### Состав с Уэббером

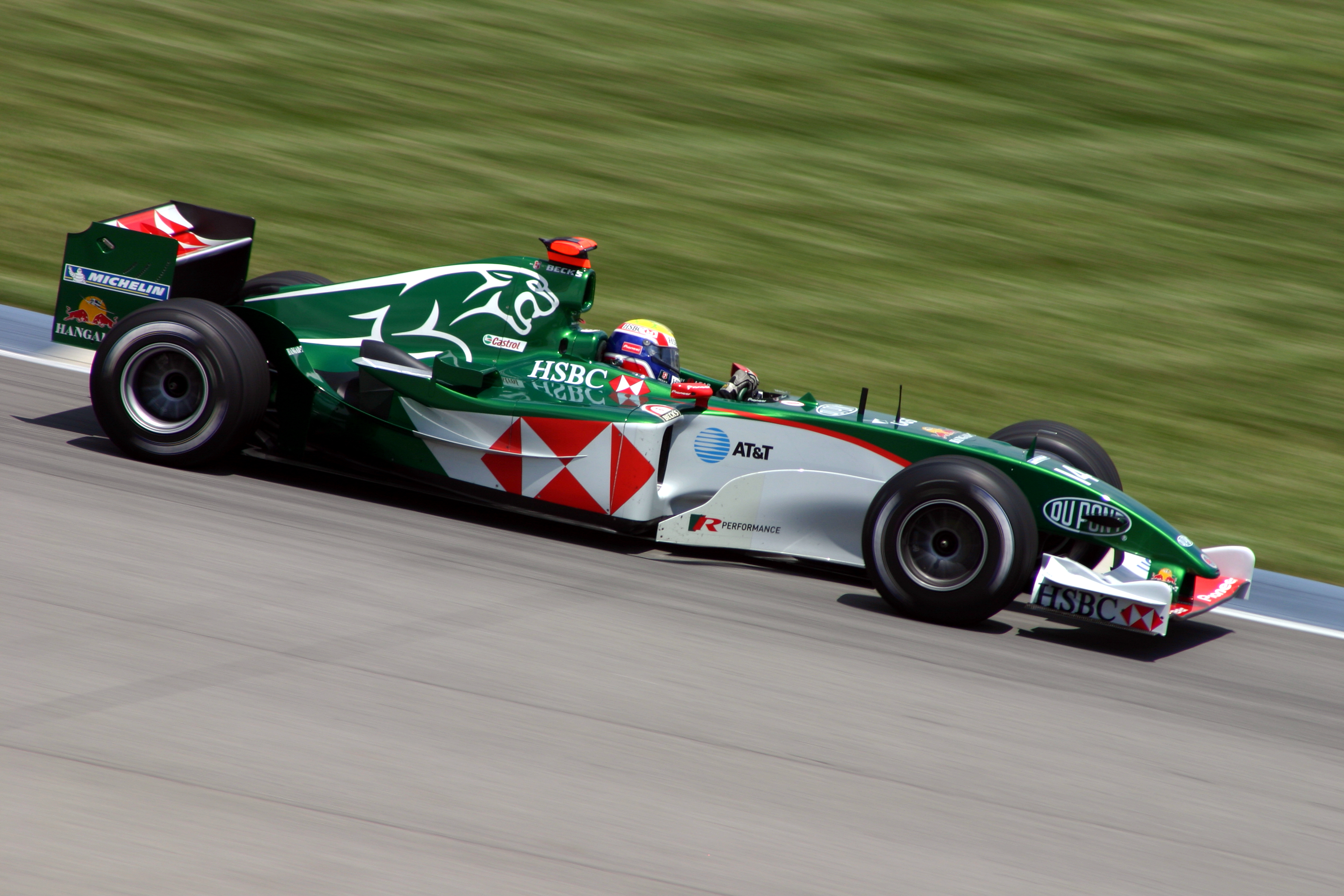
Ягуар 2004 года под управлением Марка Уэббера.

Пилотами команды стали новички, ранее выступавшие в Формуле-3000: Марк Уэббер, проводивший свой второй сезон, и бывший тест-пилот «Бенеттона» Антонио Пиццония. Под руководством новых боссов — Тони Парнелла, Дэвида Пичфора и Джона Хогана — команде удалось добиться более эффективного использования ресурсов — например, использования аэродинамической трубы рядом с фабрикой, а не в Калифорнии.
2003 год принёс команде явное улучшение результатов, она набрала 18 очков — вдвое больше, чем за любой из предыдущих чемпионатов. Впрочем, это стало возможным лишь благодаря новой очковой системе, в которой в зачёт шли не первые шесть мест, а первые восемь. Роль Ирвайна, как основного боевого гонщика, взял на себя Уэббер: он регулярно набирал очки, а на Гран-при Бразилии стартовал третьим — лучший квалификационный результат в истории команды. Пиццония в середине сезона был уволен за низкие результаты (он не набрал ни одного очка). По совету Уэббера, на место второго пилота взяли его бывшего соперника и хорошего знакомого — Джастина Уилсона, которому Марк в своё время проиграл титул чемпиона Формулы-3000. Но и Джастин показал лишь чуть лучшие результаты, попав в очковую зону всего один раз.
На следующий год результаты вновь пошли вниз, даже Уэббер не мог больше подняться выше 6 места, а новый гонщик «Ягуара» Кристиан Клин попал в очки всего раз. Ещё до конца года Марк принял решение уйти из «Ягуара» и подписал контракт на 2005 год с командой «Уильямс».
Именно в 2004 году команда получила большую известность за счёт рекламных кампаний. Когда двое механиков команды, выиграв надувного осла из фильма «Шрек» на дешёвой распродаже содовой, сфотографировали его около паддока на нескольких гонках и организовала сайт с фотографиями (donkeydoesf1.co.uk, ныне уже закрыт). После Гран-при Бразилии 2004 года, Берни Экклстоун, Макс Мосли, многие спортивные менеджеры и все гонщики, за исключением Михаэля Шумахера расписались на осле, и механики объявили о своём желании продать его на аукционе eBay и передать вырученные деньги на благотворительность. На Гран-при Монако 2004 года, машины Ягуара были оснащены недавно разработанными носовыми обтекателями для рекламы фильма 12 друзей Оушена. Алмазы Steinmetz стоимостью более $250,000 USD были расположены на обтекателях каждой машины, и один из них предположительно пропал после аварии Кристиана Клиена на первом круге.

### Закрытие команды
В связи с тем, что Ягуар не продвигал основную марку «Форда», отдача от огромных вложений была мизерна, а низкие результаты делали концерну «Форд» и марке «Ягуар» только отрицательную рекламу. Три года подряд «Ягуар» занимал седьмое место в Кубке Конструкторов и не мог подняться выше. По истечении отведённых двух лет руководство «Форд» решило продать команду. В середине ноября 2004 года компания-производитель энергетических напитков Red Bull подтвердила, что она купила команду Ягуар у Форда. Новая команда была названа Red Bull Racing и использовала шасси и двигатель, которые разрабатывались для «Ягуара» на 2005 год.
По итогам, результаты команды Ягуар в Формуле-1 оказались ниже обычных для той суммы денег, что, как сообщается, были инвестированы Фордом. Ноль побед, ноль поул-позиций, два подиума, горстка очков. Команда помогла раскрыться таланту Марка Уэббера, но она же загубила карьеру Эдди Ирвайна, потратившего на неё впустую три года. Вне трассы команда привлекала к себе внимание не тем, чем должна была. За время пятилетнего существования Ягуара было три перетряски управления, часто с публичными конфликтами вовлечённых сторон, и только к концу существования команда получила стабильность в управлении и технике. Это был грустный конец тому, что должно было по предсказаниям 1999 года стать Феррари цвета British racing green.

## Список гонщиков команды
- Эдди Ирвайн — 50 Гран-при (2000—2002), 18 очков (по 6-позиционной системе), лучшее место в гонке в истории команды (дважды 3-е место), лучшее место в личном зачёте (9-е в 2002).
- Джонни Херберт — 17 Гран-при (2000), 0 очков.
- Лучано Бурти — 5 Гран-при (4 в 2001 и Гран-при Австрии 2000 года), 0 очков.
- Педро де ла Роса — 30 Гран-при (2001, 2002), 1 очко (по 6-позиционной системе).
- Антонио Пиццония — 11 Гран-при (2003 до Хокенхайма), 0 очков.
- Марк Уэббер — 34 Гран-при (2003, 2004), 24 очка (по 8-позиционной системе), лучшая квалификационная позиция в истории команды (2-я).
- Джастин Уилсон — 5 Гран-при (2003 начиная с Хокенхайма), 1 очко (по 8-позиционной системе).
- Кристиан Клин — 18 Гран-при (2004), 3 очка (по 8-позиционной системе).

## Полные результаты в Формуле-1
| Легенда к таблице |                                                                    |
| --- | ------------------------------------------------------------------ |
| В таблице перечислены результаты всех Гран-при Формулы-1, в которых принимала участие команда. Строками таблицы являются сезоны, столбцами — этапы чемпионата мира. В каждой клетке указаны сокращённое название этапа и результаты гонщиков команды, дополнительно обозначенные цветом. Расшифровка обозначений и цветов представлена в нижеследующей таблице. |                                                                    |
| \| Пример \| Описание \| \| ------------ \| ------------------------------------------------------------------ \| \| 1 \| Победитель \| \| 2 \| Второе место \| \| 3 \| Третье место \| \| 5 \| Финишировал, заработав очки \| \| Сход \| Не финишировал, но при этом заработал очки \| \| 12 \| Финишировал, не получив очков \| \| НКЛ \| Финишировал, но не попал в финальную классификацию \| \| 15 \| Участвовал вне зачёта, либо по отдельной классификации \| \| 18 \| Не финишировал, но попал в финальную классификацию \| \| Сход \| Не финишировал \| \| НКВ \| Не прошёл квалификацию \| \| НПКВ \| Не прошёл предквалификацию \| \| ДСК \| Дисквалифицирован \| \| ИСК \| Исключён из протокола соревнований \| \| ТТ \| Заявлен для участия только в тренировках \| \| НС \| Участвовал в квалификации, но не стартовал в гонке \| \| Т \| Травмирован или болен \| \| ОТК \| Отказ от участия \| \| НТР \| Прибыл на соревнования, но на трассу не выезжал \| \| НПР \| Был заявлен в числе участников, но не прибыл к началу соревнований \| \| О \| Соревнования отменены \| \| \| Не участвовал \| \| Поул-позиция \| \| \| Быстрый круг \| \| |                                                                    |
| Пример | Описание                                                           |
| 1 | Победитель                                                         |
| 2 | Второе место                                                       |
| 3 | Третье место                                                       |
| 5 | Финишировал, заработав очки                                        |
| Сход | Не финишировал, но при этом заработал очки                         |
| 12 | Финишировал, не получив очков                                      |
| НКЛ | Финишировал, но не попал в финальную классификацию                 |
| 15 | Участвовал вне зачёта, либо по отдельной классификации             |
| 18 | Не финишировал, но попал в финальную классификацию                 |
| Сход | Не финишировал                                                     |
| НКВ | Не прошёл квалификацию                                             |
| НПКВ | Не прошёл предквалификацию                                         |
| ДСК | Дисквалифицирован                                                  |
| ИСК | Исключён из протокола соревнований                                 |
| ТТ | Заявлен для участия только в тренировках                           |
| НС | Участвовал в квалификации, но не стартовал в гонке                 |
| Т | Травмирован или болен                                              |
| ОТК | Отказ от участия                                                   |
| НТР | Прибыл на соревнования, но на трассу не выезжал                    |
| НПР | Был заявлен в числе участников, но не прибыл к началу соревнований |
| О | Соревнования отменены                                              |
| | Не участвовал                                                      |
| Поул-позиция |                                                                    |
| Быстрый круг |                                                                    |

| Сезон | Шасси         | Двигатель    | Ш | Гонщики          | 1    | 2    | 3    | 4    | 5    | 6    | 7    | 8    | 9    | 10   | 11   | 12   | 13   | 14   | 15   | 16   | 17   | 18   | Место | Очки |
| ----- | ------------- | ------------ | - | ---------------- | ---- | ---- | ---- | ---- | ---- | ---- | ---- | ---- | ---- | ---- | ---- | ---- | ---- | ---- | ---- | ---- | ---- | ---- | ----- | ---- |
| 2000  | Jaguar R1     | Cosworth V10 | B |                  | АВС  | БРА  | САН  | ВЕЛ  | ИСП  | ЕВР  | МОН  | КАН  | ФРА  | АВТ  | ГЕР  | ВЕН  | БЕЛ  | ИТА  | США  | ЯПО  | МАЛ  |      | 9     | 4    |
| 2000  | Jaguar R1     | Cosworth V10 | B | Эдди Ирвайн      | Сход | Сход | 7    | 13   | 11   | Сход | 4    | 13   | 13   | Т    | 10   | 8    | 10   | Сход | 7    | 8    | 6    |      | 9     | 4    |
| 2000  | Jaguar R1     | Cosworth V10 | B | Лучано Бурти     |      |      |      |      |      |      |      |      |      | 11   |      |      |      |      |      |      |      |      | 9     | 4    |
| 2000  | Jaguar R1     | Cosworth V10 | B | Джонни Херберт   | Сход | Сход | 10   | 12   | 13   | 11   | 9    | Сход | Сход | 7    | Сход | Сход | 8    | Сход | 11   | 7    | Сход |      | 9     | 4    |
| 2001  | Jaguar R2     | Cosworth V10 | M |                  | АВС  | МАЛ  | БРА  | САН  | ИСП  | АВТ  | МОН  | КАН  | ЕВР  | ФРА  | ВЕЛ  | ГЕР  | ВЕН  | БЕЛ  | ИТА  | США  | ЯПО  |      | 8     | 9    |
| 2001  | Jaguar R2     | Cosworth V10 | M | Эдди Ирвайн      | 11   | Сход | Сход | Сход | Сход | 7    | 3    | Сход | 7    | Сход | 9    | Сход | Сход | НС   | Сход | 5    | Сход |      | 8     | 9    |
| 2001  | Jaguar R2     | Cosworth V10 | M | Лучано Бурти     | 8    | 10   | Сход | 11   |      |      |      |      |      |      |      |      |      |      |      |      |      |      | 8     | 9    |
| 2001  | Jaguar R2     | Cosworth V10 | M | Педро де ла Роса |      |      |      |      | Сход | Сход | Сход | 6    | 8    | 14   | 12   | Сход | 11   | Сход | 5    | 12   | Сход |      | 8     | 9    |
| 2002  | Jaguar R3 R3B | Cosworth V10 | M |                  | АВС  | МАЛ  | БРА  | САН  | ИСП  | АВТ  | МОН  | КАН  | ЕВР  | ВЕЛ  | ФРА  | ГЕР  | ВЕН  | БЕЛ  | ИТА  | США  | ЯПО  |      | 7     | 8    |
| 2002  | Jaguar R3 R3B | Cosworth V10 | M | Эдди Ирвайн      | 4    | Сход | 7    | Сход | Сход | Сход | 9    | Сход | Сход | Сход | Сход | Сход | Сход | 6    | 3    | 10   | 9    |      | 7     | 8    |
| 2002  | Jaguar R3 R3B | Cosworth V10 | M | Педро де ла Роса | 8    | 10   | 8    | Сход | Сход | Сход | 10   | Сход | 11   | 11   | 9    | Сход | 13   | Сход | Сход | Сход | Сход |      | 7     | 8    |
| 2003  | Jaguar R4     | Cosworth V10 | M |                  | АВС  | МАЛ  | БРА  | САН  | ИСП  | АВТ  | МОН  | КАН  | ЕВР  | ФРА  | ВЕЛ  | ГЕР  | ВЕН  | ИТА  | США  | ЯПО  |      |      | 7     | 18   |
| 2003  | Jaguar R4     | Cosworth V10 | M | Марк Уэббер      | Сход | Сход | 9    | Сход | 7    | 7    | Сход | 7    | 6    | 6    | 14   | 11   | 6    | 7    | Сход | 11   |      |      | 7     | 18   |
| 2003  | Jaguar R4     | Cosworth V10 | M | Антонио Пиццония | 13   | Сход | Сход | 14   | Сход | 9    | Сход | 10   | 10   | 10   | Сход |      |      |      |      |      |      |      | 7     | 18   |
| 2003  | Jaguar R4     | Cosworth V10 | M | Джастин Уилсон   |      |      |      |      |      |      |      |      |      |      |      | Сход | Сход | Сход | 8    | 13   |      |      | 7     | 18   |
| 2004  | Jaguar R5 R5B | Cosworth V10 | M |                  | АВС  | МАЛ  | БАХ  | САН  | ИСП  | МОН  | ЕВР  | КАН  | США  | ФРА  | ВЕЛ  | ГЕР  | ВЕН  | БЕЛ  | ИТА  | КИТ  | ЯПО  | БРА  | 7     | 10   |
| 2004  | Jaguar R5 R5B | Cosworth V10 | M | Марк Уэббер      | Сход | Сход | 8    | 13   | 12   | Сход | 7    | Сход | Сход | 9    | 8    | 6    | 10   | Сход | 9    | 10   | Сход | Сход | 7     | 10   |
| 2004  | Jaguar R5 R5B | Cosworth V10 | M | Кристиан Клин    | 11   | 10   | 14   | 14   | Сход | Сход | 12   | 9    | Сход | 11   | 14   | 10   | 13   | 6    | 13   | Сход | 12   | 14   | 7     | 10   |

## Формула-E
Команда выступает в «Формуле-E» с сезона-2016/17. Техническим партнером стала команда «Уильямс».

### Сезоны 2016—2019
Команда Jaguar Racing, дебютирующая в электросерии «Формула-E», назвала пилотов, которые будут выступать за неё в сезоне 2016/2017 годов. Ими стали Адам Кэрролл и Митч Эванс. Кроме того, в Jaguar объявили имя титульного спонсора команды — им станет компания Panasonic. Резервным пилотом команды стал Хо-Пин Тун. Первые очки в сезоне и в истории команды, принесли сразу два гонщика на трассе в Мексике, Эванс приехал 4 а Кэрролл на 8. Дебютный сезон команда заняло 10-е место с 27 очками в командном зачете.Нельсон Пике-младший, чемпион Formula E, становится новым членом команды Panasonic Jaguar Racing. Данное объявление было сделано на уникальном шоу, прошедшем в британском дизайн-подразделении Jaguar. Пике присоединится к пилотам Panasonic Jaguar Racing Митчу Эвансу и Хо-Пин Тунгу в новом сезоне FIA Formula E 2017/2018 появление чемпиона усилит стартовые позиции команды. На втором этапе Митч Эванс принес первый подиум в Гонконге и занял 3-е место.В сезоне 2017/2018 Jaguar заняла шестое место в зачете команд Формулы-E, Эванс стал призёром гонки в Гонконге, а Пике трижды финишировал на четвёртой позиции. Британская команда объявила, что в новом сезоне электрогонок в её составе продолжат выступать Нельсон Пике и Митч Эванс. Jaguar Racing расторгла контракт с Пике, причиной стали неудовлетворительные результаты бразильца в сезоне 2018/2019 — в шести гонках он заработал очки только однажды, финишировав десятым на первом этапе сезона, на его счету только одно очко. Уже начиная со следующей гонки, которая пройдёт в Риме 13 апреля, его место должен был занять Линн, Алекс.

## Результаты
| Год                     | Шасси                   | Двигатель               | Шины                    | №                       | Гонщики                 | 1                       | 2                       | 3                       | 4                       | 5                       | 6                       | 7                       | 8                       | 9                       | 10                      | 11                      | 12                      | 13                      | 14                      | Очки                    | Место                   |
| Panasonic Jaguar Racing | Panasonic Jaguar Racing | Panasonic Jaguar Racing | Panasonic Jaguar Racing | Panasonic Jaguar Racing | Panasonic Jaguar Racing | Panasonic Jaguar Racing | Panasonic Jaguar Racing | Panasonic Jaguar Racing | Panasonic Jaguar Racing | Panasonic Jaguar Racing | Panasonic Jaguar Racing | Panasonic Jaguar Racing | Panasonic Jaguar Racing | Panasonic Jaguar Racing | Panasonic Jaguar Racing | Panasonic Jaguar Racing | Panasonic Jaguar Racing | Panasonic Jaguar Racing | Panasonic Jaguar Racing | Panasonic Jaguar Racing | Panasonic Jaguar Racing |
| ----------------------- | ----------------------- | ----------------------- | ----------------------- | ----------------------- | ----------------------- | ----------------------- | ----------------------- | ----------------------- | ----------------------- | ----------------------- | ----------------------- | ----------------------- | ----------------------- | ----------------------- | ----------------------- | ----------------------- | ----------------------- | ----------------------- | ----------------------- | ----------------------- | ----------------------- |
| 2016–17                 | Spark SRT01-e           | Jaguar I-Type 1         | M                       |                         |                         | HKG                     | MRK                     | BUE                     | MEX                     | MCO                     | PAR                     | BER                     | BER                     | NYC                     | NYC                     | MTL                     | MTL                     |                         |                         | 27                      | 10th                    |
| 2016–17                 | Spark SRT01-e           | Jaguar I-Type 1         | M                       | 20                      | Митч Эванс              | Сход                    | 17                      | 13                      | 4                       | 10                      | 9                       | Сход                    | 17                      | Сход                    | Сход                    | 7                       | 12                      |                         |                         | 27                      | 10th                    |
| 2016–17                 | Spark SRT01-e           | Jaguar I-Type 1         | M                       | 47                      | Адам Кэрролл            | 12                      | 14                      | 17                      | 8                       | 14                      | 15                      | 14                      | 16                      | 10                      | 11                      | 16                      | 14                      |                         |                         | 27                      | 10th                    |
| 2017–18                 | Spark SRT01-e           | Jaguar I-Type 2         | M                       |                         |                         | HKG                     | HKG                     | MRK                     | SCL                     | MEX                     | PDE                     | RME                     | PAR                     | BER                     | ZUR                     | NYC                     | NYC                     |                         |                         | 119                     | 6th                     |
| 2017–18                 | Spark SRT01-e           | Jaguar I-Type 2         | M                       | 3                       | Нельсиньо Пике          | 4                       | 12                      | 4                       | 6                       | 4                       | Сход                    | Сход                    | Сход                    | 12                      | Сход                    | Сход                    | 7                       |                         |                         | 119                     | 6th                     |
| 2017–18                 | Spark SRT01-e           | Jaguar I-Type 2         | M                       | 20                      | Митч Эванс              | 12                      | 3                       | 11                      | 7                       | 6                       | 4                       | 9                       | 15                      | 6                       | 7                       | Сход                    | 6                       |                         |                         | 119                     | 6th                     |
| 2018–19                 | Spark SRT05e            | Jaguar I-Type 3         | M                       |                         |                         | ADR                     | MRK                     | SCL                     | MEX                     | HKG                     | SYX                     | RME                     | PAR                     | MCO                     | BER                     | BRN                     | NYC                     | NYC                     |                         | 116                     | 7th                     |
| 2018–19                 | Spark SRT05e            | Jaguar I-Type 3         | M                       | 3                       | Нельсиньо Пике          | 10                      | 14                      | 11                      | Сход                    | Сход                    | Сход                    |                         |                         |                         |                         |                         |                         |                         |                         | 116                     | 7th                     |
| 2018–19                 | Spark SRT05e            | Jaguar I-Type 3         | M                       | 3                       | Алекс Линн              |                         |                         |                         |                         |                         |                         | 12                      | Сход                    | 8                       | Сход                    | 7                       | Сход                    | 16                      |                         | 116                     | 7th                     |
| 2018–19                 | Spark SRT05e            | Jaguar I-Type 3         | M                       | 20                      | Митч Эванс              | 4                       | 9                       | 6                       | 7                       | 7                       | 9                       | 1                       | 16                      | 6                       | 12                      | 2                       | 2                       | 17                      |                         | 116                     | 7th                     |
| 2019–20                 | Spark SRT05e            | Jaguar I-Type 4         | M                       |                         |                         | DIR                     | DIR                     | SCL                     | MEX                     | MRK                     | SYX                     | RME                     | PAR                     | SEO                     | JAK                     | BER                     | NYC                     | LON                     | LON                     | 31*                     | 5th*                    |
| 2019–20                 | Spark SRT05e            | Jaguar I-Type 4         | M                       | 20                      | Митч Эванс              | 10                      | 18                      | 3G                      |                         |                         |                         |                         |                         |                         |                         |                         |                         |                         |                         | 31*                     | 5th*                    |
| 2019–20                 | Spark SRT05e            | Jaguar I-Type 4         | M                       | 51                      | James Calado            | 16                      | 7                       | 8                       |                         |                         |                         |                         |                         |                         |                         |                         |                         |                         |                         | 31*                     | 5th*                    |